# Ferrières-la-Verrerie
Ferrières-la-Verrerie település Franciaországban, Orne megyében. Lakosainak száma 148 fő (2022. január 1.). Ferrières-la-Verrerie Tellières-le-Plessis, Courtomer, Brullemail, Planches, Fay, Saint-Agnan-sur-Sarthe és Merlerault-le-Pin községekkel határos.

## Népesség
A település népességének változása:
| Lakosok száma | 171  | 162  | 158  | 149  | 143  | 141  | 139  | 136  | 148  |
|               | 2013 | 2015 | 2016 | 2017 | 2018 | 2019 | 2020 | 2021 | 2022 |